# Aglais pseudoconnexa
Aglais pseudoconnexa är en fjärilsart som beskrevs av Cabeau 1927. Aglais pseudoconnexa ingår i släktet Aglais och familjen praktfjärilar. Inga underarter finns listade i Catalogue of Life.